# Cseh András (kanonok)
Cseh András (Tápióbicske, 1772. szeptember 1. – Vác, 1855. november 14.) kanonok.

## Élete
Garábi szent Hubert prépostja és a váci papnevelde igazgatója volt. 1830-ban lett kanonok, egyetlen munkája Szegeden jelent meg.

## Műve
- Egyházi beszéd, melyet midőn a kiskunmajsai templomot… gróf Nádasdy Paulai Ferencz váczi püspök… felszentelte, mondott. Szeged, (1835.)